# 29185 Reich
29185 Reich (tên chỉ định: 1990 TG8) là một tiểu hành tinh vành đai chính. Nó được phát hiện bởi Freimut Börngen và Lutz D. Schmadel ở Đài quan sát Karl Schwarzschild tại Đức ngày 13 tháng 10 năm 1990. Nó được đặt theo tên Ludwig Reich, giáo sư toán học tại Đại học Graz.